# Rhimphoctona megacephalus
Rhimphoctona megacephalus är en stekelart som först beskrevs av Johann Ludwig Christian Gravenhorst 1829.  Rhimphoctona megacephalus ingår i släktet Rhimphoctona och familjen brokparasitsteklar. Arten är reproducerande i Sverige. Inga underarter finns listade i Catalogue of Life.